# Bulbinella nutans
Bulbinella nutans és una espècie de planta de la família de les asfodelàcies, endèmica de la província del Cap. És una planta bulbosa, perenne que creix en sòls de torba humida i floreix de juliol a octubre. Les plantes són d'1 metre d'alçada, amb flors de color groc o crema reunits en un raïm cònic. Les fulles poden ser desiguals i estretament acanalades i d'uns 25 mm d'amplada. desembre mentre que el seu període de fructificació es produeix de desembre en endavant. És una espècie que no es troba en perill de desaparèixer.